# Hôtel de Lassay

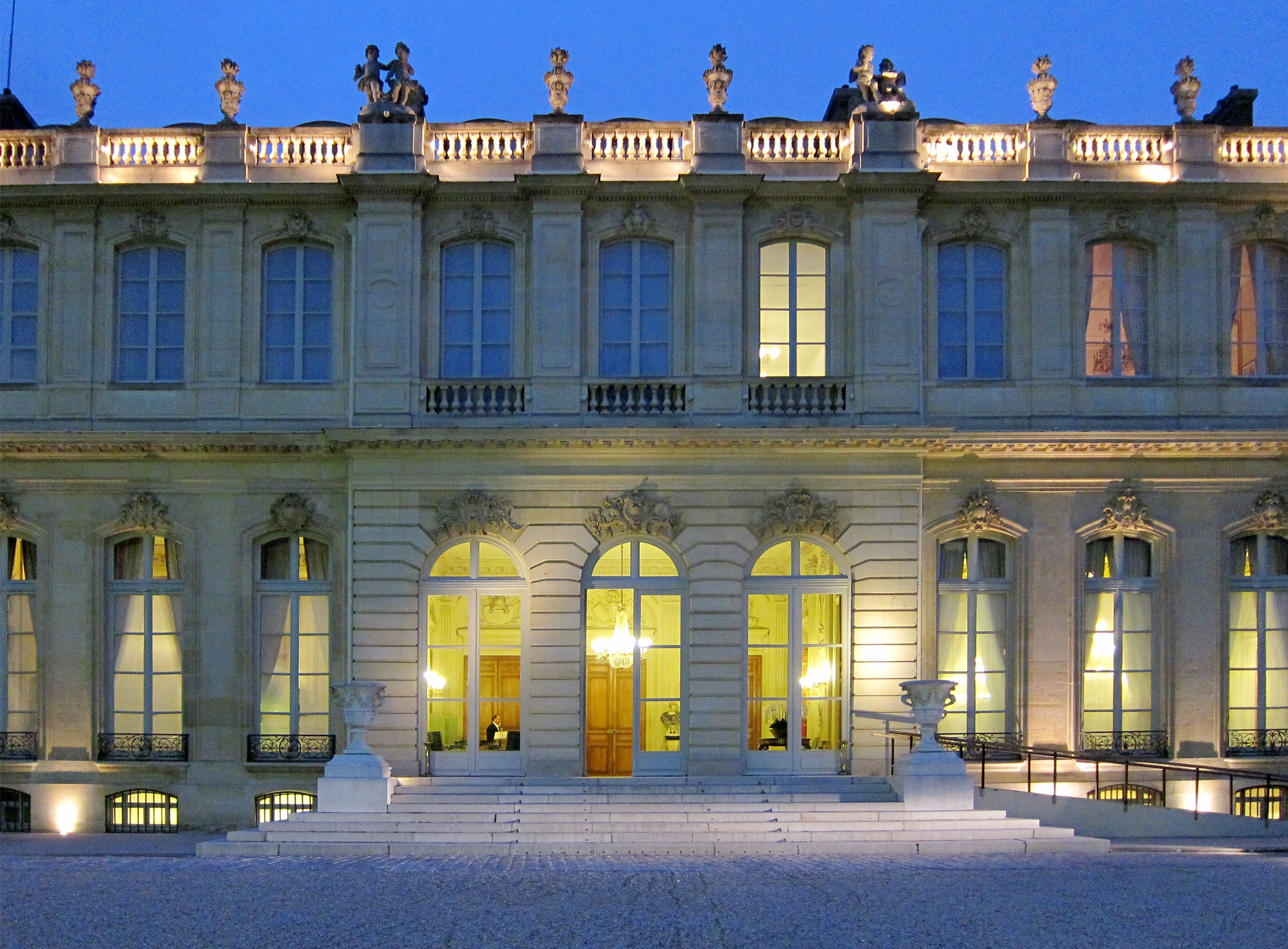
Entrada do Hôtel de Lassay.

O Hôtel de Lassay é um palácio urbano de Paris situado na Rue de l'Université (Rua da Universidade), no 7º arrondissement da capital francesa. Actualmente serve de residência oficial ao presidente da Assembleia Nacional, a qual está instalada no vizinho Palais Bourbon.

## História
A existência do Hôtel de Lassay deve-se a Armand de Madaillan, Marquês de Lassay (1652-1738), amigo, conselheiro e amante de Louise Françoise de Bourbon, Duquesa de Bourbon (1673-1743). Madaillan encomendou, em 1722, o projecto de um hôtel particulier a um italiano chamado Giardini, o qual morreu no mesmo ano. Giardini foi substituído por Pierre Cailleteau, apelidado de "Lassurance", falecido em 1724, e depois por Jean Aubert e Jacques V Gabriel. Acredita-se, actualmente, que foi Aubert o principal autor do palácio, assim como do adjacente Palais Bourbon e do Hôtel Biron (actual Museu Rodin).
A construção desenvolveu-se entre 1726 e 1730. O palácio, situado entre a Rue de l'Université e o Sena, foi executado à italiana, ou seja, com um primeiro andar coberto por um tecto plano.

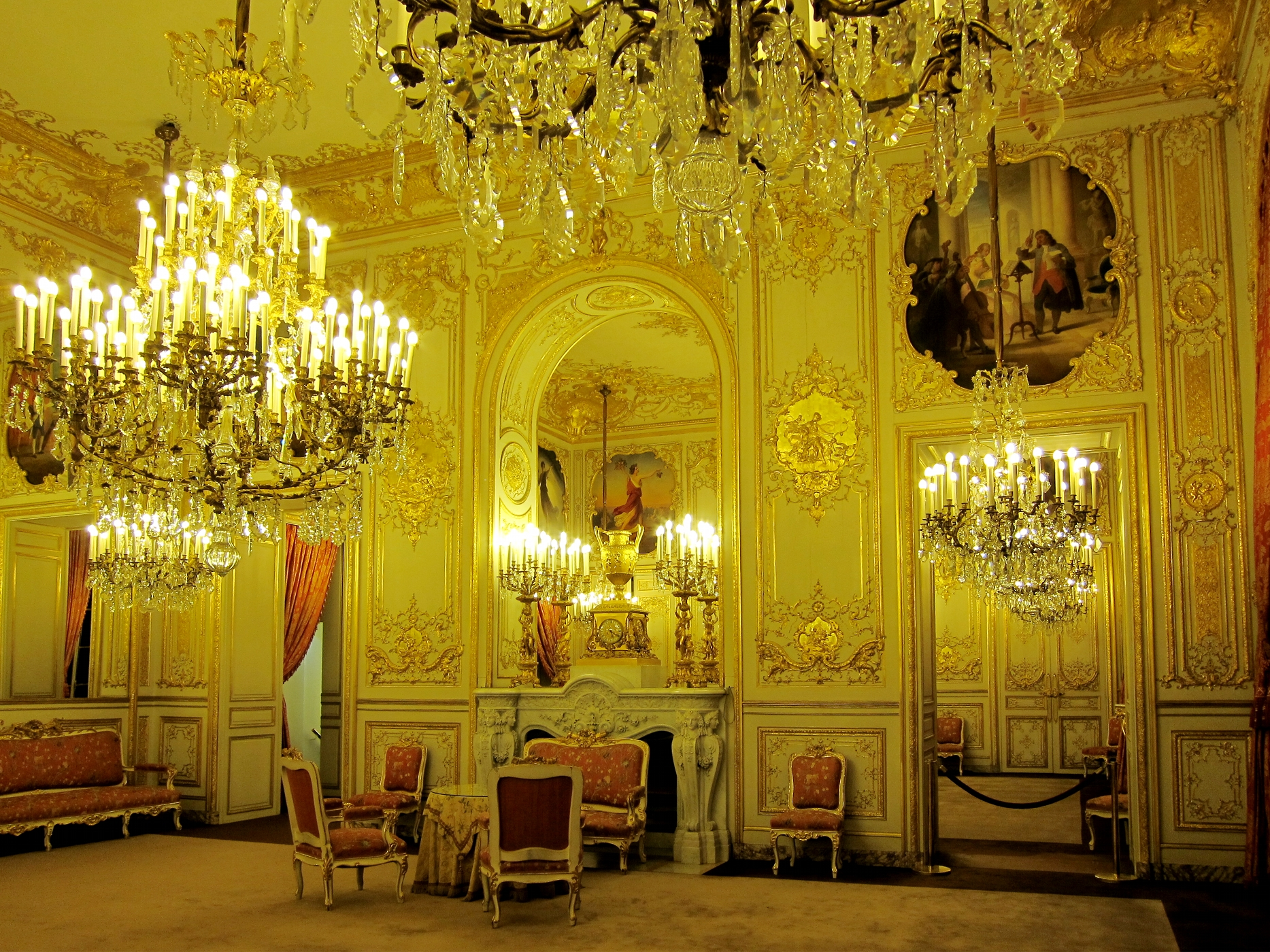
Petit salon do Hôtel de Lassay.

Depois da morte do Marquês de Lassay, ocorrida em 1738, o palácio passou para a sua filha, a Condessa d'O, e em seguida para a sua neta, esposa de Louis de Brancas, que o vendeu em 1764 a Luís V José, Príncipe de Condé, neto da Duquesa de Bourbon. Este mandou renovar o palácio sumptuosamente para ele próprio, o seu filho e a sua nora.
Em 1792, o Hôtel de Lassay  foi confiscado como bem nacional em consequência da Revolução Francesa, tendo acolhido a nova Escola Politécnica entre 1794 e 1804. Em 1815 foi restituído aos Condé mas, depois da extinção deste ramo da família, Henrique de Orleãos, Duque de Aumale (1822-1897), o seu herdeiro, vendeu o palácio ao Estado, em  1843, para servir de residência ao presidente da Câmara de Deputados. Nesta época foi-lhe acrescentado um andar, tendo sido ligado ao Palais Bourbon por uma galeria.
Em 1854, o Duque de Morny, nomeado presidente do Corpo Legislativo, ocupou o Hôtel de Lassay, o qual conheceu um periodo particularmente brilhante. A festa, ocorrida no dia 20 de Março de 1855, em honra da visita do Imperador Napoleão III e da sua esposa, a Imperatriz Eugénia de Montijo, ficou célebre pelo seu luxo, tendo sido paga pelos contribuintes.
Entre 1870 e 1879, o Hôtel de Lassay esteve desocupado, uma vez que o governo mudou a sua sede para Versailles. Em 1873, acolheu o Xá da Pérsia Nasser El-Din.
Em 1879 tornou-se na residência oficial do presidente da Câmara dos Deputados, função que desempenha até à actualidade.